# Liste der Naturdenkmale in Frankfurt (Oder)
Die Liste der Naturdenkmale in Frankfurt (Oder) nennt die Naturdenkmale in der Stadt Frankfurt (Oder) in Brandenburg (Stand 21. Juli 1999).

## Legende
In den Spalten befinden sich folgende Informationen:
- Nr.: Identifizierungsnummer nach veröffentlichter Liste. Sie wird von der unteren Naturschutzbehörde des Landkreises oder der kreisfreien Stadt vergeben. Wenn sie bekannt ist, wird sie angegeben. In dieser Spalte kann sich zusätzlich das Wort Wikidata befinden, der entsprechende Link führt zu Angaben zu diesem Naturdenkmal bei Wikidata.
- Bezeichnung: Benennung des Naturdenkmals, in der Regel wird bei Bäume die Baumart genannt. Bekannte Eigennamen werden mit angegeben.
- Gemarkung: Ort oder Gemarkung, in der sich das Naturdenkmal befindet
- Lage: Nennt die Lage des Naturdenkmals im jeweiligen Ortsteil und die geografischen Koordinaten des Naturdenkmals. Link zu einem Kartenansichtstool, um Koordinaten zu setzen. In der Kartenansicht sind Naturdenkmale ohne Koordinaten mit einem roten beziehungsweise orangen Marker dargestellt und können in der Karte gesetzt werden. Denkmale ohne Bild sind mit einem blauen bzw. roten Marker gekennzeichnet, Denkmale mit Bild mit einem grünen beziehungsweise orangen Marker.
- Beschreibung: die Beschreibung des Naturdenkmales
- Schutzzweck: Erläutert den Grund der Unterschutzstellung
- Bild: Zeigt ein Bild des Naturdenkmales und gegebenenfalls ein Link zu weiteren Fotos im Medienarchiv Wikimedia Commons

## Bäume, Baumgruppen
| Bild                           | Bezeichnung                                            | Lage | Beschreibung | Schutzzweck                            | Nummer |
| ------------------------------ | ------------------------------------------------------ | --- | --- | -------------------------------------- | ------ |
| BW                             | sechs Eiben (Taxus baccata)                            | 120401 Frankfurt (Oder), Allendehöhe (Verbindungsweg zur Halben Stadt 7/8) (52° 20′ 40,5″ N, 14° 32′ 49,9″ O)                                             | | langfristige Erhaltung und Entwicklung | 01     |
| BW                             | zwei Stieleichen (Quercus robur)                       | 120401 Frankfurt (Oder), Am Klingetal (nördlich des Botanischen Gartens) (52° 21′ 6,4″ N, 14° 31′ 46,4″ O)                                                | | langfristige Erhaltung und Entwicklung | 02     |
| BW                             | Flatterulme (Ulmus laevis)                             | 120401 Frankfurt (Oder), Am Kleistpark (Fläche vor "Cafe am Kleistpark") (52° 20′ 35,9″ N, 14° 32′ 27,8″ O)                                               | | langfristige Erhaltung und Entwicklung | 03     |
| BW                             | Silberahorn (Acer saccharinum)                         | 120401 Frankfurt (Oder), Am Musikheim 3 (52° 20′ 45,7″ N, 14° 30′ 57,7″ O)                                                                                | | langfristige Erhaltung und Entwicklung | 04     |
| BW                             | Stieleiche (Quercus robur)                             | 120401 Frankfurt (Oder), Am Topfmarkt (Friedenseiche) (52° 20′ 59,5″ N, 14° 33′ 1,5″ O)                                                                   | | langfristige Erhaltung und Entwicklung | 05     |
| BW                             | Flatterulme (Ulmus laevis)                             | 120401 Frankfurt (Oder), An den Teichen 4 (Lossow) (52° 17′ 13,9″ N, 14° 33′ 8,6″ O)                                                                      | | langfristige Erhaltung und Entwicklung | 06     |
| BW                             | sechs Stieleichen (Quercus robur)                      | 120401 Frankfurt (Oder), August-Bebel-Straße/Schiefer Born (52° 20′ 35,7″ N, 14° 31′ 46,2″ O)                                                             | | langfristige Erhaltung und Entwicklung | 07     |
| BW                             | Ginkgo (Ginkgo biloba)                                 | 120401 Frankfurt (Oder), Bahnhofstraße 2 (Innenhof) (52° 20′ 28,7″ N, 14° 32′ 43,3″ O)                                                                    | | langfristige Erhaltung und Entwicklung | 08     |
| BW                             | Korkenzieherweide (Salix matsudana cv. Tortuosa)       | 120401 Frankfurt (Oder), Baumschulenweg 1B (Kita) (52° 19′ 47,7″ N, 14° 31′ 12,1″ O)                                                                      | | langfristige Erhaltung und Entwicklung | 09     |
| BW                             | Platane (Platanus × acerifolia)                        | 120401 Frankfurt (Oder), Bergstraße Booßen (rechts von Einfahrt zum Schloss) (52° 22′ 12,2″ N, 14° 28′ 26,1″ O)                                           | | langfristige Erhaltung und Entwicklung | 10     |
| BW                             | Platane (Platanus × acerifolia)                        | 120401 Frankfurt (Oder), Bergstraße Booßen (auf dem Schlossgelände) (52° 22′ 13,9″ N, 14° 28′ 25,9″ O)                                                    | | langfristige Erhaltung und Entwicklung | 11     |
| BW                             | Ginkgo (Ginkgo biloba)                                 | 120401 Frankfurt (Oder), Bergstraße 26 (Hofgelände) (52° 21′ 3,2″ N, 14° 32′ 35″ O)                                                                       | | langfristige Erhaltung und Entwicklung | 12     |
| BW                             | Ginkgo (Ginkgo biloba)                                 | 120401 Frankfurt (Oder), Bergstraße (östlich neben Georgenkirche) (52° 21′ 2,7″ N, 14° 32′ 25″ O)                                                         | | langfristige Erhaltung und Entwicklung | 13     |
| BW                             | Stieleiche (Quercus robur)                             | 120401 Frankfurt (Oder), Berliner Straße 55, Booßen (52° 22′ 17,2″ N, 14° 28′ 35,2″ O)                                                                    | | langfristige Erhaltung und Entwicklung | 14     |
| BW                             | Silberpappel (Populus alba)                            | 120401 Frankfurt (Oder), Birkenallee/Johann-Eichhorn-Straße (52° 19′ 43,2″ N, 14° 32′ 15,8″ O)                                                            | | langfristige Erhaltung und Entwicklung | 15     |
| BW                             | Stieleiche (Quercus robur)                             | 120401 Frankfurt (Oder), Birnbaumsmühle FWA-Pumpstation (neben Gärtnerei) (52° 20′ 54,9″ N, 14° 30′ 4,6″ O)                                               | | langfristige Erhaltung und Entwicklung | 16     |
| BW                             | Sommerlinde (Tilia platyphyllos)                       | 120401 Frankfurt (Oder), Bischofstraße (Verteidigungsbezirkskommando) (52° 20′ 37,9″ N, 14° 33′ 28,1″ O)                                                  | | langfristige Erhaltung und Entwicklung | 17     |
| BW                             | zwei Stieleichen (Quercus robur)                       | 120401 Frankfurt (Oder), westlich der Booßener Straße, auf dem Acker zwischen Rosengarten und Fürstenwalder Poststraße (52° 20′ 50,3″ N, 14° 28′ 15,9″ O) | | langfristige Erhaltung und Entwicklung | 18     |
| BW                             | Schwarzerle (Alnus glutinosa)                          | 120401 Frankfurt (Oder), westlich der Booßener Straße, auf dem Acker zwischen Rosengarten und Fürstenwalder Poststraße (52° 20′ 50,3″ N, 14° 28′ 15,9″ O) | | langfristige Erhaltung und Entwicklung | 19     |
| BW                             | Schwarzpappel (populus nigra)                          | 120401 Frankfurt (Oder), Briesener Straße/Heilbronner Straße (altes Krankenhaus) (52° 20′ 28,5″ N, 14° 32′ 33,8″ O)                                       | | langfristige Erhaltung und Entwicklung | 20     |
| BW                             | Platane (Platanus × acerifolia)                        | 120401 Frankfurt (Oder), Buschmühlenweg 29 (52° 19′ 37,4″ N, 14° 33′ 13,7″ O)                                                                             | | langfristige Erhaltung und Entwicklung | 21     |
| BW                             | vier Stieleichen (Quercus robur)                       | 120401 Frankfurt (Oder), Buschmühlenweg (Lossower Kurven, Eingang zum Naturschutzgebiet) (52° 18′ 20,8″ N, 14° 33′ 39,7″ O)                               | | langfristige Erhaltung und Entwicklung | 22     |
| BW                             | Stieleichen (Quercus robur)                            | 120401 Frankfurt (Oder), Buschmühlenweg (östlich Lossower Kurven stadteinwärts) (52° 18′ 20,4″ N, 14° 33′ 36,4″ O)                                        | | langfristige Erhaltung und Entwicklung | 23     |
| Fotos hochladen                | Japanischer Schnurbaum (Sophora japonica)              | 120401 Frankfurt (Oder), Carthausplatz (Stadionseite) (52° 19′ 59,3″ N, 14° 33′ 12,8″ O)                                                                  | | langfristige Erhaltung und Entwicklung | 24     |
| BW                             | sieben Platanen (Platanus × acerifolia)                | 120401 Frankfurt (Oder), Collegienstraße, Schulstraße (Musikschule, Konzerthalle) (52° 20′ 56″ N, 14° 33′ 8,8″ O)                                         | | langfristige Erhaltung und Entwicklung | 25     |
| BW                             | Flatterulme (Ulmus laevis)                             | 120401 Frankfurt (Oder), Fischerstraße (Bootshausgelände) (52° 20′ 14,7″ N, 14° 33′ 25,5″ O)                                                              | | langfristige Erhaltung und Entwicklung | 26     |
| BW                             | Stieleiche (Quercus robur)                             | 120401 Frankfurt (Oder), Fürstenwalder Poststraße (Buswendeschleife am Stadtwald) (52° 20′ 51,1″ N, 14° 27′ 40,8″ O)                                      | | langfristige Erhaltung und Entwicklung | 27     |
| BW                             | Stieleiche (Quercus robur)                             | 120401 Frankfurt (Oder), Fürstenwalder Poststraße (hinter dem Waldhaus Rosengarten) (52° 20′ 50″ N, 14° 27′ 37,7″ O)                                      | | langfristige Erhaltung und Entwicklung | 28     |
| BW                             | zwei Platanen (Platanus × acerifolia)                  | 120401 Frankfurt (Oder), Fürstenwalder Straße 42 und am Durchgang (52° 20′ 32″ N, 14° 32′ 8,1″ O)                                                         | | langfristige Erhaltung und Entwicklung | 29     |
| BW                             | fünf Stieleichen (Quercus robur)                       | 120401 Frankfurt (Oder), Georg-Richter-Straße (südlich, Hand zur Klinge) (52° 21′ 6,3″ N, 14° 30′ 14,9″ O)                                                | | langfristige Erhaltung und Entwicklung | 30     |
| BW                             | Trauerweide (Salix alba) "Tristis"                     | 120401 Frankfurt (Oder), Goethestraße 24/25 (52° 20′ 50,1″ N, 14° 31′ 20,7″ O)                                                                            | | langfristige Erhaltung und Entwicklung | 31     |
| BW                             | Zürgelbaumgruppe (Celtis australis)                    | 120401 Frankfurt (Oder), Goethestraße 15 (52° 20′ 55,5″ N, 14° 31′ 19,1″ O)                                                                               | | langfristige Erhaltung und Entwicklung | 32     |
| BW                             | Hickory (Carya)                                        | 120401 Frankfurt (Oder), Goepelstraße 73 (Alte Gasse) (52° 21′ 25,7″ N, 14° 32′ 41,5″ O)                                                                  | | langfristige Erhaltung und Entwicklung | 33     |
| BW                             | Pyramideneiche (Quercus robur) „Fastigiata“            | 120401 Frankfurt (Oder), Goepelstraße (Stadthaus) (52° 21′ 23,3″ N, 14° 32′ 31″ O)                                                                        | | langfristige Erhaltung und Entwicklung | 34     |
| BW                             | Eibe (Taxus baccata)                                   | 120401 Frankfurt (Oder), Görlitzer Straße 15 (Schulhof) (52° 20′ 10,2″ N, 14° 32′ 26,6″ O)                                                                | | langfristige Erhaltung und Entwicklung | 35     |
| BW                             | Sommerlinde (Tilia platyphyllos)                       | 120401 Frankfurt (Oder), Gronefelder Weg (östlich Ulmenweg) (52° 21′ 38,9″ N, 14° 30′ 29,6″ O)                                                            | | langfristige Erhaltung und Entwicklung | 36     |
| BW                             | Stieleiche (Quercus robur)                             | 120401 Frankfurt (Oder), Güldendorfer Straße/Birkenallee (nahe der Einmündung) (52° 19′ 18,9″ N, 14° 32′ 27,4″ O)                                         | | langfristige Erhaltung und Entwicklung | 37     |
| BW                             | Stieleiche (Quercus robur)                             | 120401 Frankfurt (Oder), Güldendorfer Straße (Hang zum Clara-Zetkin-Ring) (52° 19′ 46,6″ N, 14° 32′ 58,6″ O)                                              | | langfristige Erhaltung und Entwicklung | 38     |
| BW                             | Stieleiche (Quercus robur)                             | 120401 Frankfurt (Oder), Halbe Stadt 11 (Hangbereich) (52° 20′ 43,1″ N, 14° 32′ 48,9″ O)                                                                  | | langfristige Erhaltung und Entwicklung | 39     |
| BW                             | Ginkgo (Ginkgo biloba)                                 | 120401 Frankfurt (Oder), Halbe Stadt 15a (Hofbereich) (52° 20′ 47,9″ N, 14° 32′ 49,4″ O)                                                                  | | langfristige Erhaltung und Entwicklung | 40     |
| BW                             | Stieleiche (Quercus robur)                             | 120401 Frankfurt (Oder), Halbe Stadt 24/Sophienstraße 42 (52° 20′ 55,1″ N, 14° 32′ 48″ O)                                                                 | | langfristige Erhaltung und Entwicklung | 41     |
| BW                             | Echte Kastanie (Castanea sativa)                       | 120401 Frankfurt (Oder), Halbe Stadt 30 (52° 20′ 59,3″ N, 14° 32′ 49,2″ O)                                                                                | | langfristige Erhaltung und Entwicklung | 42     |
| BW                             | Stieleiche (Quercus robur)                             | 120401 Frankfurt (Oder), Halbe Stadt 33 (Hochhaus) (52° 21′ 2,6″ N, 14° 32′ 48,8″ O)                                                                      | | langfristige Erhaltung und Entwicklung | 43     |
| BW                             | Sommerlinde (Tilia platyphyllos)                       | 120401 Frankfurt (Oder), Heilbronner Straße 6/7 (Innenhof) (52° 20′ 29,4″ N, 14° 32′ 42,1″ O)                                                             | | langfristige Erhaltung und Entwicklung | 44     |
| Fotos hochladen                | Ginkgo (Ginkgo biloba)                                 | 120401 Frankfurt (Oder), Heilbronner Straße (Villa Hahn) (52° 20′ 29,9″ N, 14° 32′ 55,4″ O)                                                               | | langfristige Erhaltung und Entwicklung | 45     |
| Fotos hochladen                | Eiche (wintergrün) (Quercus × turneri) "Pseudoturneri" | 120401 Frankfurt (Oder), Heilbronner Straße (Villa Hahn) (52° 20′ 29,9″ N, 14° 32′ 55,4″ O)                                                               | | langfristige Erhaltung und Entwicklung | 46     |
| BW                             | Stieleiche (Quercus robur)                             | 120401 Frankfurt (Oder), Heimchengrund/August-Bebel-Straße (52° 20′ 49,7″ N, 14° 30′ 21,7″ O)                                                             | | langfristige Erhaltung und Entwicklung | 47     |
| BW                             | Stieleiche (Quercus robur)                             | 120401 Frankfurt (Oder), Kämmereiweg/Maserpfuhl Güldendorf (52° 18′ 39,3″ N, 14° 31′ 53,9″ O)                                                             | | langfristige Erhaltung und Entwicklung | 48     |
| Weitere Bilder Fotos hochladen | zwei Rotdorne (Crataegus monogyna)                     | 120401 Frankfurt (Oder), Käthe-Kollwitz-Straße/Methnerstraße (52° 20′ 58,5″ N, 14° 31′ 1,1″ O)                                                            | | langfristige Erhaltung und Entwicklung | 49     |
| BW                             | Stieleiche (Quercus robur)                             | 120401 Frankfurt (Oder), Kieler Straße/Rosa-Luxemburg-Straße (52° 20′ 47,6″ N, 14° 32′ 19,7″ O)                                                           | | langfristige Erhaltung und Entwicklung | 50     |
| BW                             | Eibengruppe (Taxus baccata)                            | 120401 Frankfurt (Oder), Kliestower Straße (Höhe Nr. 63) (52° 22′ 4,1″ N, 14° 32′ 10,1″ O)                                                                | | langfristige Erhaltung und Entwicklung | 51     |
| BW                             | Silberpappel (Populus alba)                            | 120401 Frankfurt (Oder), Leipziger Straße 20 (Innenhof) (52° 20′ 14,5″ N, 14° 32′ 16,1″ O)                                                                | | langfristige Erhaltung und Entwicklung | 52     |
| BW                             | Roßkastanie (Aesculus hippocastanum)                   | 120401 Frankfurt (Oder), Lichtenberger Straße (gegenüber Sportplatz) (52° 20′ 25,9″ N, 14° 31′ 17,5″ O)                                                   | | langfristige Erhaltung und Entwicklung | 53     |
| BW                             | Holunder (Sambucus nigra)                              | 120401 Frankfurt (Oder), Logenstraße 16 (52° 20′ 29,5″ N, 14° 33′ 21,5″ O)                                                                                | | langfristige Erhaltung und Entwicklung | 54     |
| BW                             | sechs Stieleichen (Quercus robur)                      | 120401 Frankfurt (Oder), Lossower Forstweg (gegenüber Forsthaus) (52° 17′ 6,3″ N, 14° 30′ 49,7″ O)                                                        | | langfristige Erhaltung und Entwicklung | 55     |
| BW                             | Stieleiche (Quercus robur)                             | 120401 Frankfurt (Oder), Luisenstraße/Kantstraße (52° 20′ 52,3″ N, 14° 31′ 50,7″ O)                                                                       | | langfristige Erhaltung und Entwicklung | 56     |
| Weitere Bilder Fotos hochladen | sieben Stieleichen (Quercus robur)                     | 120401 Frankfurt (Oder), Markendorfer Straße 20/August-Bebel-Straße 133 (52° 20′ 35,8″ N, 14° 31′ 45,7″ O)                                                | | langfristige Erhaltung und Entwicklung | 57     |
| BW                             | drei Stieleichen (Quercus robur)                       | 120401 Frankfurt (Oder), Meurerstraße (gegenüber Nr. 16/17, 19 und 31) (52° 21′ 6,6″ N, 14° 29′ 7,5″ O)                                                   | | langfristige Erhaltung und Entwicklung | 58     |
| BW                             | Sumpfeiche (Quercus palustris)                         | 120401 Frankfurt (Oder), Müllroser Chaussee (ehemaliger Gutspark Markendorf) (52° 17′ 40,1″ N, 14° 28′ 8,6″ O)                                            | | langfristige Erhaltung und Entwicklung | 59     |
| BW                             | Silberpappel (Populus alba)                            | 120401 Frankfurt (Oder), Nuhnenstraße (Einzelhandelsfläche Allkauf) (52° 20′ 26,5″ N, 14° 30′ 12″ O)                                                      | | langfristige Erhaltung und Entwicklung | 60     |
| BW                             | Maulbeerbaum (Morus alba)                              | 120401 Frankfurt (Oder), Paul-Feldner-Straße (Gauß-Gymnasium) (52° 20′ 23,3″ N, 14° 33′ 16,4″ O)                                                          | | langfristige Erhaltung und Entwicklung | 61     |
| BW                             | Stieleiche (Quercus robur)                             | 120401 Frankfurt (Oder), Platz der Einheit/Am Sandberg, Lossow (52° 17′ 6,7″ N, 14° 32′ 57,3″ O)                                                          | | langfristige Erhaltung und Entwicklung | 62     |
| BW                             | Rotbuchengruppe (Fagus sylvatica)                      | 120401 Frankfurt (Oder), Potsdamer Straße/Beeskower Straße (52° 20′ 22,3″ N, 14° 32′ 10″ O)                                                               | | langfristige Erhaltung und Entwicklung | 63     |
| Fotos hochladen                | Maulbeerbaumgruppe (Morus alba)                        | 120401 Frankfurt (Oder), Priestersteig/Oderhang (52° 21′ 36,5″ N, 14° 32′ 32,1″ O)                                                                        | - Alter: 2017: 275 Jahre | langfristige Erhaltung und Entwicklung | 64     |
| BW                             | zwei Stieleichen (Quercus robur)                       | 120401 Frankfurt (Oder), Riebestraße (kreiselförmiger Straßenbereich) (52° 21′ 1,9″ N, 14° 29′ 14,3″ O)                                                   | | langfristige Erhaltung und Entwicklung | 65     |
| BW                             | Kirschbaum (Prunus)                                    | 120401 Frankfurt (Oder), Rudolf-Frantz-Straße (oberhalb Botanischer Garten) (52° 20′ 55,2″ N, 14° 31′ 46,5″ O)                                            | | langfristige Erhaltung und Entwicklung | 66     |
| BW                             | Schwarzpappel (Populus nigra)                          | 120401 Frankfurt (Oder), Schubertstraße/An den Seefichten (52° 21′ 12,5″ N, 14° 29′ 39,6″ O)                                                              | | langfristige Erhaltung und Entwicklung | 67     |
| BW                             | Platane (Platanus × acerifolia)                        | 120401 Frankfurt (Oder), Seelower Kehre 39 (hinter dem Gebäude) (52° 21′ 16,5″ N, 14° 32′ 46,5″ O)                                                        | | langfristige Erhaltung und Entwicklung | 68     |
| BW                             | Stieleiche (Quercus robur)                             | 120401 Frankfurt (Oder), Siedlerplatz 1, Rosengarten (52° 20′ 28,6″ N, 14° 28′ 8,8″ O)                                                                    | | langfristige Erhaltung und Entwicklung | 69     |
| BW                             | sieben Stieleichen (Quercus robur)                     | 120401 Frankfurt (Oder), Siedlerplatz, Rosengarten (Richtung Waldstraße) (52° 20′ 27,2″ N, 14° 28′ 8,8″ O)                                                | | langfristige Erhaltung und Entwicklung | 70     |
| BW                             | Stieleichen (Quercus robur)                            | 120401 Frankfurt (Oder), Siedlerplatz, Rosengarten (vor dem Schloss) (52° 20′ 27,6″ N, 14° 28′ 7,7″ O)                                                    | | langfristige Erhaltung und Entwicklung | 71     |
| BW                             | zwei Stieleichen (Quercus robur)                       | 120401 Frankfurt (Oder), Sophienstraße 40 (daneben am Hang zum Bruno-Peters-Berg) (52° 20′ 53,2″ N, 14° 32′ 40,6″ O)                                      | | langfristige Erhaltung und Entwicklung | 72     |
| BW                             | Stieleiche (Quercus robur)                             | 120401 Frankfurt (Oder), Sophienstraße 10 (52° 20′ 52,5″ N, 14° 32′ 35,7″ O)                                                                              | | langfristige Erhaltung und Entwicklung | 73     |
| BW                             | Ginkgo (Ginkgo biloba)                                 | 120401 Frankfurt (Oder), Spiekerstraße (Handwerkskammer) (52° 20′ 19,4″ N, 14° 32′ 45,4″ O)                                                               | | langfristige Erhaltung und Entwicklung | 74     |
| BW                             | Stieleiche (Quercus robur)                             | 120401 Frankfurt (Oder), Südstraße/Bauernweg (52° 18′ 41,8″ N, 14° 26′ 38,8″ O)                                                                           | | langfristige Erhaltung und Entwicklung | 75     |
| BW                             | Stieleiche (Quercus robur)                             | 120401 Frankfurt (Oder), Tankenweg, Helenesee (Feld vor Bungalowsiedlung „Dachsberge“) (52° 16′ 53,8″ N, 14° 30′ 59″ O)                                   | | langfristige Erhaltung und Entwicklung | 76     |
| BW                             | Stieleiche (Quercus robur)                             | 120401 Frankfurt (Oder), Thomas-Müntzer-Hof/Franz-Mehring-Straße (52° 20′ 43,2″ N, 14° 32′ 32,4″ O)                                                       | | langfristige Erhaltung und Entwicklung | 77     |
| BW                             | Stieleiche (Quercus robur)                             | 120401 Frankfurt (Oder), Thomas-Müntzer-Hof (Kita) (52° 20′ 43,4″ N, 14° 32′ 29,2″ O)                                                                     | | langfristige Erhaltung und Entwicklung | 78     |
| BW                             | sechs Stieleichen (Quercus robur)                      | 120401 Frankfurt (Oder), Waldstraße (Gutspark Rosengarten) (52° 20′ 25,4″ N, 14° 28′ 7,5″ O)                                                              | | langfristige Erhaltung und Entwicklung | 79     |
| BW                             | zwei Sommerlinden (Tilia platyphyllos)                 | 120401 Frankfurt (Oder), Waldstraße (hinter dem Schloss im Gutspark Rosengarten) (52° 20′ 25,4″ N, 14° 28′ 7,5″ O)                                        | | langfristige Erhaltung und Entwicklung | 80     |
| BW                             | Roßkastanie (Aesculus hippocastanum)                   | 120401 Frankfurt (Oder), Weg zur Bungalowsiedlung „Rehberge“ (nordwestliche Ackerfläche) (52° 18′ 6,1″ N, 14° 31′ 4,8″ O)                                 | | langfristige Erhaltung und Entwicklung | 81     |
| Fotos hochladen                | acht Stieleichen (Quercus robur)                       | 120401 Frankfurt (Oder), Wildbahn, Markendorf (alter Friedhof) (52° 17′ 39,6″ N, 14° 28′ 14,7″ O)                                                         | | langfristige Erhaltung und Entwicklung | 82     |
| Fotos hochladen                | vier Stieleichen (Quercus robur)                       | 120401 Frankfurt (Oder), Wildbahn, Markendorf (alter Friedhof) (52° 17′ 39,6″ N, 14° 28′ 14,7″ O)                                                         | Die Drillingseiche, welche von diesen Eichen den größten Stammumfang besitzt, wurde im April 2024 als Nationalerbe-Baum ausgezeichnet. | langfristige Erhaltung und Entwicklung | 83     |
| BW                             | Platanen (Platanus × acerifolia)                       | 120401 Frankfurt (Oder), Witzlebenstraße (ehemalige Kaserne) (52° 20′ 52,5″ N, 14° 31′ 11,3″ O)                                                           | | langfristige Erhaltung und Entwicklung | 84     |

## Findlinge
| Bild                           | Bezeichnung            | Lage                                                                             | Beschreibung | Schutzzweck | Nummer |
| ------------------------------ | ---------------------- | -------------------------------------------------------------------------------- | --- | ----------- | ------ |
| Weitere Bilder Fotos hochladen | Näpfchenstein (Booßen) | im Stadtwald bei Booßen (52° 21′ 55,2″ N, 14° 25′ 33,6″ O)                       | Gneisgranit, 4,2 m³ (Hüllquader 2,8 m × 2 m × 1,45 m), ca. 11 t, entdeckt 1843 |             |        |
| Weitere Bilder Fotos hochladen | Die Kappe              | im Stadtwald bei Booßen (52° 21′ 53,1″ N, 14° 25′ 14,7″ O)                       | Småland-Granit, 1,8 m³, ca. 5 t |             |        |
| Weitere Bilder Fotos hochladen | Pilzstein              | im Stadtwald bei Booßen (52° 21′ 45,7″ N, 14° 25′ 55,8″ O)                       | dunkelroter mittel-grobkörniger Granit, ca. 5–8 m³ (Hüllquader 2,10 m × 1,80 m), ca. 9–12 t, |             |        |
| Weitere Bilder Fotos hochladen | Großer Stein           | im Stadtwald (52° 20′ 27″ N, 14° 27′ 30,4″ O)                                    | Filipstad-Granit, ca. 5–12 m³ (Hüllquader 3,4 m × 3,30 m × 1,80 m), ca. 14 t, bei Rosengarten/Pagram, wurde bei Pagram ausgegraben und im Auftrag des damaligen Gutsbesitzers an den nordöstlichen Rand des Stadtwaldes transportiert |             |        |
| Weitere Bilder Fotos hochladen | Näpfchenstein          | bei Nuhnen (ehemals „Lichtenberger Feldmark“) (52° 19′ 16,8″ N, 14° 29′ 15,6″ O) | Granit, 5,5 m³, ca. 15 t |             |        |
| Weitere Bilder Fotos hochladen | Kanzelstein            | (52° 19′ 26,3″ N, 14° 29′ 16,5″ O)                                               | Gneisgranit, 25 m³, ca. 65 t, bei Nuhnen |             |        |